# SC Bietigheim-Bissingen
SC Bietigheim-Bissingen, även känd som Bietigheim Steelers, är en ishockeyklubb från Bietigheim-Bissingen i Tyskland. Säsongen 2013/2014 spelade de i DEL2, den tyska andraligan för ishockey.
Klubben grundades den 6 juli 1981 som SC Kornwestheim. Under säsongen 1988/1989 genomfördes en flytt till Bietigheim, vilket medförde att klubben sedan bytte namn.

## Meriter
- DEB-Pokal: 2012, 2013
- 2. Eishockey-Bundesliga: 2009, 2013
- 2. Liga Süd: 1997